# Donald Gordon
Pour les articles homonymes, voir Gordon.
 (décembre 2018).
Si vous disposez d'ouvrages ou d'articles de référence ou si vous connaissez des sites web de qualité traitant du thème abordé ici, merci de compléter l'article en donnant les références utiles à sa vérifiabilité et en les liant à la section « Notes et références ».
Donald Gordon (11 décembre 1901 - 2 mai 1969) est un homme d'affaires canadien et un ancien président du Canadien National, de 1950 à 1966.

## Biographie
Né en Oldmeldrum, en Écosse, Donald Gordon s'installe au Canada à un âge précoce. À 15 ans, il rejoint la Banque de Nouvelle-Écosse en devenant assistant comptable en chef et directeur adjoint de la succursale de Toronto. En 1935, il fut nommé Secrétaire de la nouvelle Banque du Canada et en devient plus tard vice-gouverneur. Au début de la guerre, Gordon est nommé président de la Commission de Contrôle, puis de 1941 à 1947, il fut président de la Commission des prix et du commerce en temps de guerre. Il devient une figure nationale au Canada au cours de ces années, puisque la CPCTG avait le contrôle sur tous les salaires et tous les prix au Canada. Il lui a également été demandé de rencontrer des experts économiques américains au moment où les États-Unis sont entrés en guerre ; les États-Unis ont basé une grande partie de leur politique de prix sur l'expérience canadienne. Après la guerre, Gordon est le représentant canadien de la nouvelle Banque Internationale pour la reconstruction et le développement. De 1950 à 1966, il est président Compagnie des chemins de fer nationaux du Canada. 
En 1953, Donald Gordon approuve les plans de construction d'un projet hôtelier près de la gare centrale du CN à Montréal. Les travaux débutent le 23 juin 1954. En novembre de la même année, le président du CN annonce que l'hôtel sera nommé Le Reine Elizabeth. Ce choix choque les nationalistes québécois. Une pétition récoltant 250 000 signatures est adressée en 1955 à la ville de Montréal pour exiger plutôt que le nouvel hôtel soit nommé Château Maisonneuve en l'honneur du fondateur de Montréal, Paul Chomedey de Maisonneuve. Malgré les interventions du maire Jean Drapeau et une manifestation où l'on brûle l'effigie de Donald Gordon, ce dernier ne change pas d'avis : l'hôtel sera nommé en l'honneur de la Reine Elizabeth II, montée sur le trône en 1952. Le Reine Elizabeth ouvre ses portes le 15 mars 1958.
Le 20 novembre 1962, Donald Gordon est convoqué devant le Comité parlementaire des chemins de fer de la Chambre des communes du Canada. Questionné par le député créditiste Gilles Grégoire, qui lui demande pourquoi on ne trouve aucun Canadien français parmi les 17 vice-présidents du Canadien National, il affirme :

« So long as I am President of Canadian National, no one will be appointed Vice President on CN because he is a French Canadian. (Tant que je serai président du Canadien National, nul ne sera nommé vice-président du CN parce qu'il est un Canadien français.) »

Il explique ensuite son propos en affirmant qu'il ne s'oppose pas systématiquement à la nomination des Canadiens français, mais qu'il souhaite que les vice-présidents ne soient pas choisis qu'en fonction de leurs origines.
L'atmosphère fébrile des temps saisit ces mots pour dire qu'il est francophobe, il tente de justifier cette affirmation de façon plus défendable par la suite à travers des interviews et des apparitions à la télévision. Il est resté une figure de controverse pour les nationalistes québécois pour qui il représente l'archétype de l'homme d'affaires unilingue anglophone.